# 只友景士
只友 景士（ただとも けいし、1966年 - ）は、日本の経済学者。龍谷大学政策学部教授。

## 来歴
1966年岡山県生まれ。1993年に滋賀大学経済学部を卒業後、京都大学大学院経済学研究科博士前期課程に進学し、1996年に修了。滋賀大学経済学部助手、講師、助教授（2007年から准教授）を経て、2011年に龍谷大学へ移籍、新設された政策学部の教授となる。専門は財政学、地方財政論、地域経済学、環境経済学。

## 年譜
- 1966年 - 岡山県生まれ
- 1993年 - 滋賀大学経済学部卒業
- 1996年 - 京都大学大学院経済学研究科博士前期課程修了
- 1998年 - 滋賀大学経済学部助手
- 1999年 - 滋賀大学経済学部講師
- 2001年 - 滋賀大学経済学部助教授
- 2007年 - 滋賀大学経済学部准教授（学校教育法改正にともなう職名変更）
- 2011年 - 龍谷大学政策学部教授

## 著書

### 共著
- 『地方分権と財政責任』（日本地方財政学会編　勁草書房、1999年）
- 『沖縄21世紀への挑戦』（宮本憲一・佐々木雅幸編　岩波書店、2000年）
- 『セミナー現代地方財政』（宮本憲一・遠藤宏一・小林昭編　勁草書房、2000年）
- 『転換期のくらしと経済』（梅沢直樹・二階堂達郎・柴田周二　ナカニシヤ出版、2002年）
- 『セミナー現代地方財政Ⅰ』（宮本憲一・遠藤宏一編　剄草書房、2006年）

### 訳書
- マルティン・イェニッケ、ヘルムート・ヴァイトナー『成功した環境政策―エコロジー的成長の条件』（有斐閣、1998年）

## 主な所属学会
- 日本財政学会
- 日本地方財政学会
- 国際財政学会
- 環境経済・政策学会
- 国際公共経済学会